# Haplostomella borealis
Haplostomella borealis – gatunek widłonoga z rodziny Botryllophilidae. Nazwa naukowa tego gatunku skorupiaków została opublikowana w 2003 roku przez zoologów Andrieja Marczenkowa i Geoffreya Allana Boxshalla.